# Répartition géographique de la population en Occitanie
La répartition géographique de la population en Occitanie est caractérisée par la macrocéphalie de Toulouse et Montpellier.
L'armature urbaine de l'espace régional est établi pour l'essentiel depuis le Moyen Âge central, durant lequel l'essor urbain que connaît alors l'Occident chrétien — et tout particulièrement les régions méditerranéennes — permet de compléter un premier réseau hérité de l'Antiquité. 
Depuis, si la hiérarchie urbaine a peu évolué et la croissance urbaine a été très limitée pendant toute l'époque moderne et la Révolution industrielle, le dynamisme économique et démographique connu depuis le dernier tiers du XXe siècle a fortement contribué aux espaces urbains. Il a été accompagné par un phénomène de métropolisation, avec une densification d’espaces périurbains ou interstitiels de plus en plus vastes le long des axes autour de Toulouse et sur le littoral où se forme « un quasi continuum urbain ». De même, si cet essor a profité, en règle générale, à l'ensemble des villes, il a fortement contribué à creuser les écarts entre, d'une part, les deux principales métropoles régionales, Toulouse et Montpellier, et, d'autre part, les autres agglomérations. 
Cette armature comprend à l'ouest un système monocentré et constitué de villes moyennes (Montauban, Albi, Castres, Pamiers, Auch, Carcassonne, voire Cahors et, en dehors de la région, Agen) disposées en étoile autour de la métropole toulousaine ; à l'est, des grandes villes (dont surtout Montpellier, mais aussi Perpignan et Nîmes) et des centres urbains plus modestes (Béziers, Narbonne, Sète) qui s'étendent en chapelet dans la plaine littorale depuis Avignon au nord-est jusqu'à Perpignan au sud-ouest. En dehors de ces deux réseaux principaux, en situation de piémont, quelques agglomérations d'une relative importance complètent ce maillage (Alès en avant des Cévennes dans le Gard, Rodez au pied des Grands Causses dans l'Aveyron ou Tarbes dans le piémont pyrénéen)[réf. souhaitée].  

## Les plus grandes communes
Sur le plan strictement administratif, voici la liste des communes de plus de 20 000 habitants avec leur population en 2021 :
| Code Insee | Ville            | Département         | Population (2021) | Rang national |
| ---------- | ---------------- | ------------------- | ----------------- | ------------- |
| 31555      | Toulouse         | Haute-Garonne       | +0504 078,        | 4             |
| 34172      | Montpellier      | Hérault             | +0302 454,        | 7             |
| 30189      | Nîmes            | Gard                | +0148 104,        | 21            |
| 66136      | Perpignan        | Pyrénées-Orientales | +0119 656,        | 32            |
| 34032      | Béziers          | Hérault             | +0080 341,        | 59            |
| 82121      | Montauban        | Tarn-et-Garonne     | +0061 919,        | 92            |
| 11262      | Narbonne         | Aude                | +0056 395,        | 105           |
| 81004      | Albi             | Tarn                | +0049 714,        | 130           |
| 11069      | Carcassonne      | Aude                | +0046 218,        | 150           |
| 34301      | Sète             | Hérault             | +0044 712,        | 160           |
| 65440      | Tarbes           | Hautes-Pyrénées     | +0043 955,        | 165           |
| 30007      | Alès             | Gard                | +0043 892,        | 166           |
| 81065      | Castres          | Tarn                | +0042 672,        | 176           |
| 31149      | Colomiers        | Haute-Garonne       | +0040 159,        | 192           |
| 31557      | Tournefeuille    | Haute-Garonne       | +0029 439,        | 324           |
| 34003      | Agde             | Hérault             | +0029 103,        | 314           |
| 31069      | Blagnac          | Haute-Garonne       | +0026 466,        | 367           |
| 34145      | Lunel            | Hérault             | +0026 185,        | 351           |
| 31395      | Muret            | Haute-Garonne       | +0025 060,        | 362           |
| 34057      | Castelnau-le-Lez | Hérault             | +0024 888,        |               |
| 12202      | Rodez            | Aveyron             | +0024 207,        | 371           |
| 34108      | Frontignan       | Hérault             | +0023 808,        | 384           |
| 32013      | Auch             | Gers                | +0023 041,        | 409           |
| 12145      | Millau           | Aveyron             | +0021 712,        | 404           |
| 31157      | Cugnaux          | Haute-Garonne       | +0020 341,        |               |

## À l'ouest: la macrocéphalie toulousaine
Toulouse est une métropole d'importance nationale voire européenne, au cœur de la cinquième unité urbaine et de la quatrième aire urbaine de France, et elle dispose d'une aire d'influence en étoile s'étalant dans un rayon de 50 km à 80 km. À la fois capitale de la nouvelle région (après avoir été celle de Midi-Pyrénées), faisant partie des huit anciennes métropoles d'équilibre désignées en 1964 pour bénéficier de la politique de rééquilibrage territorial alors engagé par l'État et devenue une technopole dynamique autour de l'industrie aérospatiale, elle cumule des fonctions administratives, politiques, économiques, universitaires. Elle écrase démographiquement les villes moyennes qui l'entourent, la ville intra-muros étant huit fois plus peuplée que la deuxième commune du système urbain toulousain, Montauban (ce rapport montant à douze pour leurs unités urbaines et aires urbaines respectives). Ces centres urbains secondaires sont des pôles de service, cumulant commerces, administration (surtout dans les préfectures départementales que sont Montauban, Albi, Carcassonne, Foix, Auch), dans des territoires à dominante agricole, et des relais pour les activités toulousaines que ce soit sur le plan industriel (sous-traitance aéronautique et spatiale, activités pharmaceutiques comme les Laboratoires Pierre Fabre à Castres) ou dans le cadre de son rayonnement culturel et intellectuel (antennes des universités toulousaines). Quatre agglomérations comprenant entre environ 50 000 et 75 000 habitants servent de pôles urbains à des aires urbaines de plus de 65 000 résidents mais de moins de 100 000 personnes, contribuant ainsi à structurer le phénomène de métropolisation le long des axes de communication rayonnant à partir de Toulouse, vers le nord et l'est : Montauban, Carcassonne, Albi et Castres. S'y ajoutent des unités et aires urbaines de très petites tailles qui complètent ce maillage : Auch et Saint-Gaudens à l'ouest et au sud-ouest ; Castelsarrasin au nord ; Pamiers et Foix vers le piémont ariégeois au sud ; Castelnaudary entre Carcassonne et Toulouse au sud-est. Plus éloignées, Cahors au nord et, dans la région Nouvelle-Aquitaine, Agen à l'ouest sont parfois aussi rattachées à cette zone métropolitaine.
| Ville intra-muros | Unité urbaine 2014 (habitants) | Aire urbaine 2014 (habitants) | Part dans la population régionale (%) |
| ----------------- | ------------------------------ | ----------------------------- | ------------------------------------- |
| Toulouse          | 935 440                        | 1 312 304                     | 22,9                                  |
| Montauban         | 76 624                         | 108 953                       | 1,9                                   |
| Albi              | 74 232                         | 98 985                        | 1,7                                   |
| Carcassonne       | 48 471                         | 98 241                        | 1,7                                   |
| Rodez             | 50 485                         | 86 373                        | 1,5                                   |
| Castres           | 56 224                         | 67 569                        | 1,2                                   |

Les communes de l'agglomération toulousaine ne se sont pas dotées d'outil institutionnel commun. Mais, afin de piloter la dynamique de cette grande unité urbaine (politique de l'habitat, de mobilité, aménagement du territoire, etc.), elles se sont donc regroupées au sein de neuf établissements publics de coopération intercommunale (EPCI), à savoir la métropole au sens de la loi MAPTAM, les trois communautés d'agglomération et les cinq communautés de communes suivantes (population municipale au recensement de 2013) :
- Toulouse Métropole : 734 914 habitants,
- Le Muretain Agglo : 89 596 habitants,
- Sicoval : 72 662 habitants,
- Le Grand Ouest Toulousain Agglomération : 37 189 habitants,
- Communauté de communes de Save et Garonne : 26 089 habitants,
- Communauté de communes du Frontonnais : 24 609 habitants,
- Communauté de communes d'Axe-Sud : 22 236 habitants,
- Communauté de communes des Coteaux du Girou : 20 614 habitants,
- Communauté de communes des Coteaux Bellevue : 18 868 habitants.

La plupart des communes des aires urbaines secondaires de Montauban, Carcassonne, Albi et Castres ont formé pour leur part les communautés d'agglomération suivantes : 
- Carcassonne Agglo : 106 148 habitants,
- Communauté d'agglomération de l'Albigeois : 81 365 habitants,
- Communauté d'agglomération de Castres - Mazamet : 78 654 habitants,
- Grand Montauban : 71 075 habitants.

En avril 2013, l'association du Dialogue métropolitain de Toulouse est créée pour renforcer la coopération entre les onze intercommunalité de Toulouse Métropole, du Muretain, du Sicoval, de Carcassonne, de l'Albigeois, de Castres-Mazamet, de Montauban, d'Auch et de Saint-Gaudens, mais aussi de Cahors et Rodez,. Cette association est susceptible de se transformer en un Pôle métropolitain, un statut de syndicat mixte créé par la loi de réforme des collectivités territoriales de 2010 et réformé par la loi MAPTAM de 2014.

### Toulouse
L'agglomération toulousaine est située dans le département de la Haute-Garonne et compte 920 402 habitants en 2013 (la sixième de France et la troisième du Midi de la France), au cœur d'une aire urbaine de près de 1 300 000 habitants (la quatrième de France), avec plus de 450 communes situées dans la moitié nord-est de la Haute-Garonne ainsi que dans l'Ariège, l'Aude, le Gers, le Tarn et le Tarn-et-Garonne. Elle est centrée sur la commune de Toulouse et sur l'intercommunalité de Toulouse Métropole. Elle est le siège du Groupement européen de coopération territoriale (GECT) Pyrénées-Méditerranée qui unit la nouvelle grande région Languedoc-Roussillon-Midi-Pyrénées aux communautés espagnoles de Catalogne et des îles Baléares. Son aire d'influence s'étend jusqu'aux aires urbaines de petite ou moyenne taille situées entre 50 km et 80 km, reliées à la « ville rose » par un réseau de transport performant.

### Des pôles de service secondaires
Quatre agglomérations — sept en y incluant Auch et le duo Pamiers-Foix —, bien que de tailles très modestes, jouent un rôle dans la structuration du territoire métropolitain autour de Toulouse. Aucune unité urbaine de ces agglomérations ne dépasse les 80 000 habitants, et une seule, celle de Montauban, est au centre d'une aire urbaine de plus de 100 000 habitants. Déjà dépendantes directement ou indirectement, et avec plus ou moins de résistance, de l'influence des comtes de Toulouse au Moyen Âge, leur histoire a toujours été liée à celle de la capitale régionale. Il s'agit des agglomérations suivantes :
- l'agglomération montalbanaise (76 624 habitants) est située dans le département de Tarn-et-Garonne dont Montauban est la préfecture, à environ 50 km au nord de Toulouse. Elle correspond pratiquement à l'intercommunalité du Grand Montauban (71 075 habitants) et est au centre d'une aire urbaine de 108 953 habitants, l'urbanisation s'étalant en doigts de gant vers le nord et vers le sud le long des axes de communication.

- l'unité urbaine albigeoise (73 794 habitants) est centrée autour de la ville d'Albi, la « Ville rouge » (comme pour Toulouse, en raison de la couleur des briques qui servent de matériau traditionnel de construction), préfecture du Tarn, à 75 km au nord-est de Toulouse. Elle fédère une grande partie des communes de la Communauté d'agglomération de l'Albigeois (81 365 habitants), et est le pôle d'une aire urbaine de 98 240 personnes s'étendant en doigts de gant le long des axes de communication, vers le nord-est et le sud-ouest.

- l'agglomération castraise (56 311 habitants) est organisée autour de la ville de Castres, sous-préfecture du sud du Tarn, à 72 km à l'est de Toulouse. Elle forme une communauté d'agglomération conjointe de 78 654 habitants avec l'unité urbaine voisine de Mazamet (25 153 habitants). L'aire urbaine, comprenant de 67 593 personnes, est pratiquement contigüe à celle de Mazamet, de 25 538 résidents.

- l'unité urbaine de Carcassonne (49 257 habitants) est la deuxième de l'Aude, dont la ville-centre est la préfecture, mais elle constitue le pôle urbain de l'aire urbaine la plus peuplée de ce département (et la troisième du système urbain toulousain), avec 98 318 personnes, devant celle de Narbonne. Elle est également au centre de la deuxième intercommunalité par son poids démographique au sein de l'association du Dialogue métropolitain de Toulouse, Carcassonne Agglo, qui compte 106 148 habitants.

- les agglomérations apaméennes (26 727 habitants) et fuxéennes (14 552 habitants) ont pratiquement fusionné et forment un système urbain commun. En effet, la vallée de l'Ariège serpentant dans le massif du Plantaurel est désormais pratiquement urbanisée en continu sur 35 km entre Pamiers et Tarascon-sur-Ariège en passant par Foix. Les deux villes-centres de Pamiers et de Foix, respectivement sous-préfecture et préfecture du département de l'Ariège dans le Piémont pyrénéen, sont situées à 64 km et 83 km au sud de Toulouse. Leurs deux aires urbaines, comptant 35 054 habitants pour Pamiers et 18 406 personnes pour Foix, partagent quatre communes multipolarisées[9]. Des fusions entre intercommunalités, permises par la loi NOTRe en 2015, ont abouti à la création d'une communauté d'agglomération et de deux communautés de communes sur le territoire de cette conurbation, devant être mises en place officiellement le 1er janvier 2017 et ayant vocation à être réunies à l'avenir : la communauté d'agglomération Varilhes-Foix (31 547 habitants) et les communautés de communes Saverdun-Pamiers (38 116 habitants) et de Tarascon (8 871 habitants)[10].

- l'unité urbaine d'Auch (25 231 habitants) s'est développée autour d'Auch, préfecture du Gers et capitale historique de la Gascogne, située à 77 km à l'ouest de Toulouse. Elle constitue le pôle urbain d'une aire urbaine de 41 576 habitants et est au centre de la communauté de communes du Grand Auch Agglomération (31 178 résidents).

## Au sud et à l'est: un chapelet de villes dominé par Montpellier
À l'inverse de la région urbaine centrée sur la capitale régionale, un système urbain polycentrique au maillage particulièrement dense s'est développé depuis l'Antiquité dans la plaine littorale du Bas-Languedoc et du Roussillon. Ainsi, un réseau constitué essentiellement de villes moyennes s'étale en chapelet depuis le Gard et les portes de l'aire urbaine d'Avignon au nord-est jusqu'à Perpignan au sud-ouest. Cet ensemble est dominé par Montpellier, deuxième métropole de la nouvelle région tant sur les plans démographiques qu'économiques ou administratifs (après avoir été la capitale du Languedoc-Roussillon), ainsi qu'un centre universitaire et une technopole dynamique à l'importance nationale et européenne. Longtemps concurrencée par Nîmes, Perpignan voire Béziers, elle s'est nettement démarqué de ces dernières à partir des années 1960, son aire urbaine étant désormais, au début du XXIe siècle, près de deux fois plus peuplée. Après Montpellier, Perpignan et Nîmes sont au cœur d'agglomérations de près de 200 000 habitants et d'aires urbaines aux alentours des 300 000 personnes, servant de pôles secondaires aux extrémités géographiques de ce chapelet en cumulant les fonctions de centres tertiaires (deux préfectures départementales) et de carrefours économiques, routiers et ferroviaires vers l'Espagne pour Perpignan et vers le couloir rhodanien pour Nîmes. Chacune de ces trois agglomérations principales a vu se développer, selon un processus de métropolisation, des systèmes urbains locaux centrés sur elles et s'étalant vers des villes plus modestes (jusqu'à Sète et Lunel pour Montpellier, jusqu'à Alès pour Nîmes, jusqu'à Saint-Cyprien pour Perpignan), complétés par un système constitué entre Béziers, Narbonne et Agde au centre de la plaine littorale languedocienne. Ces quatre systèmes locaux ont tissé entre eux des liens de plus en plus diversifiés qui étend le processus de métropolisation à une échelle plus large, marqué par un axe de transport multimodal d'importance européenne suivant plus ou moins le tracé de l'ancienne Voie Domitienne, de nombreux partenariats scientifiques, des migrations résidentielles et un tissu de résidence secondaire lié à l'aménagement touristique du littoral.
| Ville intra-muros | Unité urbaine 2014 (habitants) | Aire urbaine 2014 (habitants) | Part dans la population régionale (%) |
| ----------------- | ------------------------------ | ----------------------------- | ------------------------------------- |
| Montpellier       | 421 647                        | 589 610                       | 10,3                                  |
| Perpignan         | 198 682                        | 317 155                       | 5,5                                   |
| Nîmes             | 185 183                        | 266 193                       | 4,6                                   |
| Béziers           | 90 402                         | 171 010                       | 3,0                                   |
| Alès              | 94 440                         | 114 093                       | 2,0                                   |
| Narbonne          | 52 855                         | 92 189                        | 1,6                                   |
| Sète              | 91 814                         | 91 814                        | 1,6                                   |
| Saint-Cyprien     | 52 371                         | 52 371                        | 0,9                                   |

Les communes de cet ensemble géographique forment de nombreux EPCI de tailles et de statuts très différents. 57 de ces intercommunalités, regroupant 1 066 communes et 2 577 835 habitants sur un territoire de 36 111 km2 (également en Lozère et en Aveyron) se sont regroupées le 25 mars 2015 dans le Pôle métropolitain de Montpellier. Les principales agglomérations de ce réseau se retrouvent dans la métropole au sens de la loi MAPTAM, la communauté urbaine et les huit communautés d'agglomération suivantes (population municipale au recensement de 2013) :
- Montpellier Méditerranée Métropole : 441 888 habitants,
- Perpignan Méditerranée Métropole : 261 925 habitants,
- Communauté d'agglomération Nîmes Métropole : 244 676 habitants,
- Alès Agglomération : 131 020 habitants,
- Communauté d'agglomération Le Grand Narbonne : 125 404 habitants,
- Communauté d'agglomération du Bassin de Thau (Thau Agglo) : 121 148 habitants,
- Communauté d'agglomération Béziers Méditerranée : 116 982 habitants,
- Communauté d'agglomération Hérault Méditerranée : 72 855 habitants,
- Communauté d'agglomération du Gard rhodanien : 68 583 habitants,
- Communauté d'agglomération du pays de l'Or : 43 000 habitants.

### Montpellier
L'agglomération montpelliéraine est située dans le département de l'Hérault et compte 414 047 habitants en 2013 (la quinzième de France et la sixième du Midi de la France), au cœur d'une aire urbaine de près de 580 000 habitants (la quatorzième de France), avec plus de 110 communes situées dans le tiers oriental de l'Hérault ainsi que dans le Gard pour une commune. Elle est centrée sur la commune de Montpellier et sur l'intercommunalité de Montpellier Méditerranée Métropole. Elle est le siège du Pôle métropolitain de Montpellier. Son aire d'influence direct s'étend jusqu'aux aires urbaines de petite ou moyenne taille situées entre 30 km et 35 km, notamment celles de Sète (90 000 habitants environ) sur le littoral au sud-ouest et de Lunel (plus de 50 000 résidents) aux portes de la Petite Camargue au nord-est.

### Deux autres agglomérations importantes: Perpignan et Nîmes
Deux agglomérations de plus de 180 000 ont concurrencé Montpellier jusque dans les années 1960 et encadrent ce chapelet de villes : Perpignan et Nîmes. De taille comparable et chacune située à une extrémité géographique du littoral languedocien-roussillonnais, elles sont au centre d'aires urbaines de plus de 250 000 habitants. Bien que disposant d'une aire d'influence moins vaste que celle de Montpellier, elles dominent totalement les territoires de leurs départements respectifs et voient leur rayonnement s'étendre jusqu'à des aires urbaines plus modestes mais tout de même peuplées de plus de 50 000 personnes (celles d'Alès pour Nîmes et de Saint-Cyprien pour Perpignan). Il s'agit des agglomérations suivantes :
- l'agglomération perpignanaise (197 715 habitants) est située dans le département des Pyrénées-Orientales dont Perpignan est la préfecture et l'ancienne région Languedoc-Roussillon dont elle constituait la deuxième plus importante unité urbaine, à environ 150 km au sud-ouest de Montpellier et à environ 30 km au nord de la frontière avec l'Espagne. Elle est au centre d'une aire urbaine de 313 861 habitants, soit la troisième de la région Occitanie et la 32e de France, qui correspond pratiquement à l'intercommunalité de Perpignan Méditerranée Métropole qui a obtenu le statut de communauté urbaine le 1er janvier 2016 (261 925 habitants). L'urbanisation s'étale en doigts de gant dans la plaine du Roussillon, essentiellement vers la mer à l'est, les montagnes à l'ouest et les principaux axes de communication vers le nord.

- l'unité urbaine nîmoise (184 557 habitants).